# Igreja de São Bartolomeu (São Bartolomeu de Regatos)

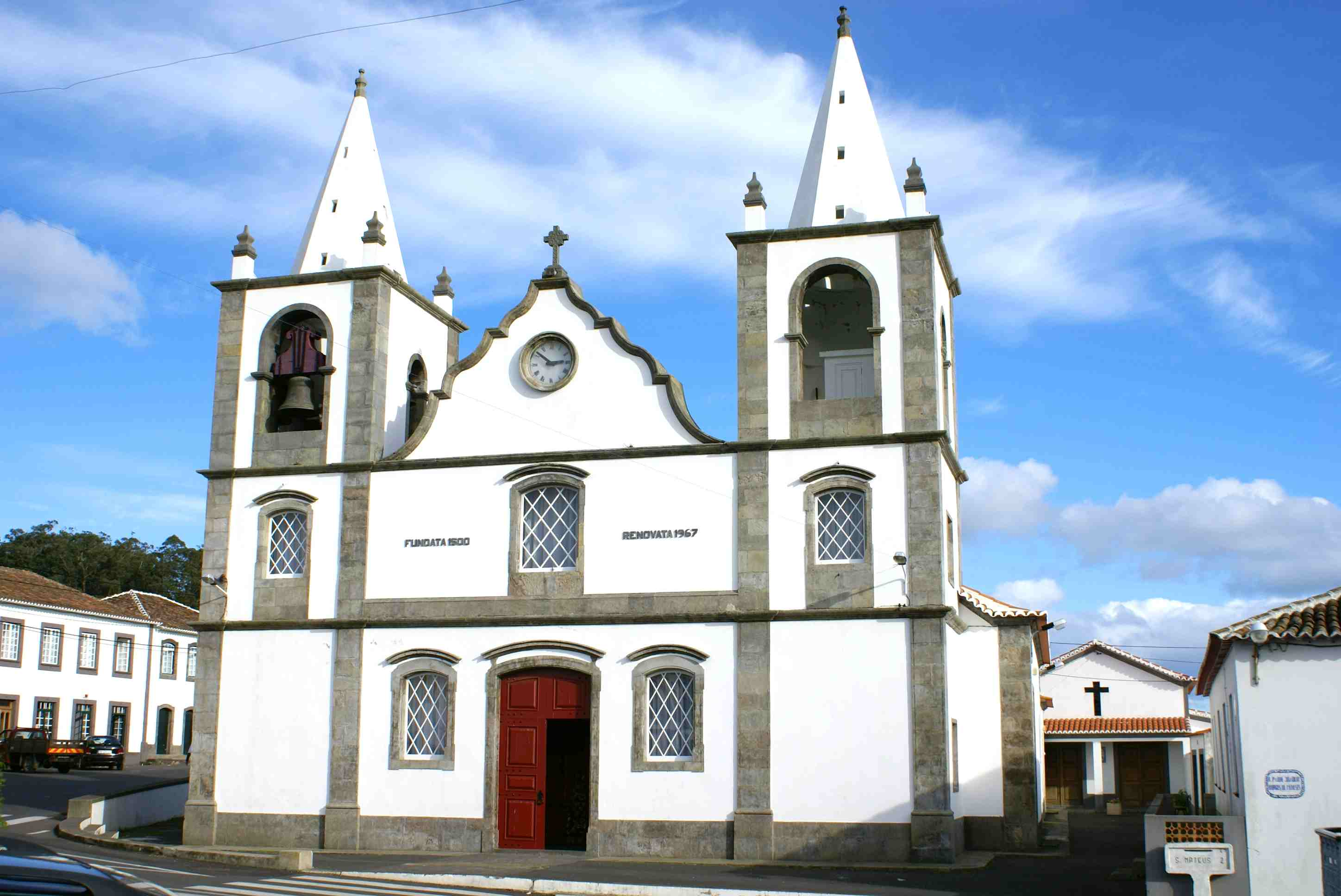
Igreja de São Bartolomeu, Angra do Heroísmo.

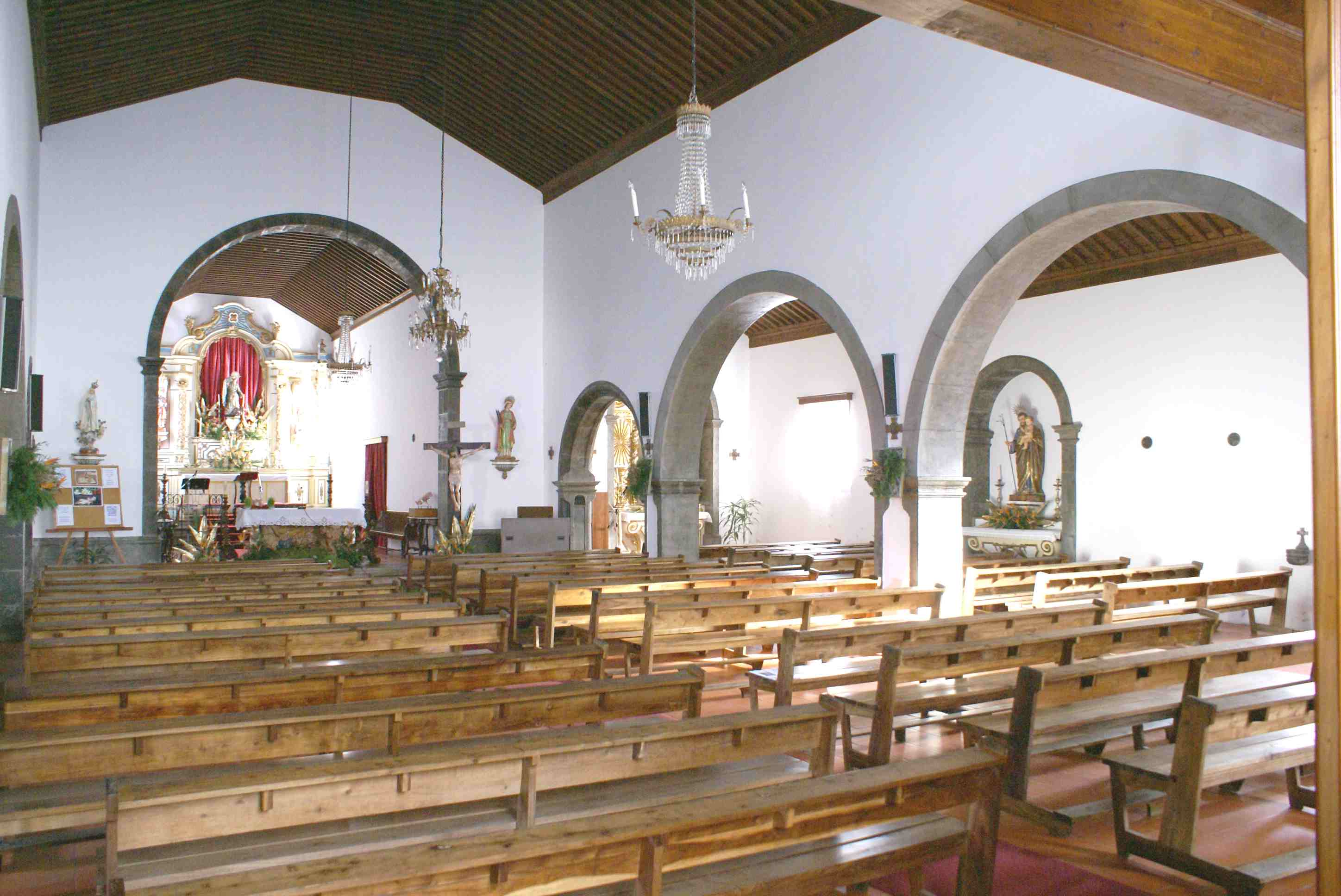
Igreja de São Bartolomeu: naves centrais.

A Igreja de São Bartolomeu localiza-se na freguesia de São Bartolomeu de Regatos, concelho de Angra do Heroísmo, na ilha Terceira, nos Açores. Constitui-se na igreja paroquial da freguesia.

## História
Embora se ignore a data precisa da sua elevação a freguesia, São Bartolomeu é uma das mais antigas da Terceira. Sabe-se que, em 1486, ainda era uma localidade que pertencia à freguesia de Santa Bárbara.
De acordo com a tradição, no ano de 1500, por iniciativa de D. Ignês Alvares e de seu marido, foi edificada uma pequena ermida, no local onde se encontra a atual igreja.
É possível que entre aquele ano e o de 1564 o lugar fosse elevado pelo menos a curato, uma vez que os serviços do registo paroquial iniciaram-se em 1564.
Acredita-se que a primitiva igreja paroquial remontasse ao século XVI, apresentando internamente três naves, duas sacristias, duas capelas laterais, baptistério, torre sineira e adro ajardinado.
Apesar de ter sido melhorada em 1875, as naves eram muito estreitas e as pilastras impediam que os fiéis instalados nas naves laterais tivessem vista sobre o altar. Em consequência, no início da década de 1960, depois de um incêndio que a 24 de Agosto de 1963 danificou a sacristia e a capela-mor e da igreja ter sofrido dano em resultado do sismo de 18 de Março de 1964, gerou-se na paróquia um movimento de opinião visando reconstruir totalmente o templo. A decisão não foi contudo consensual, já que parte da população pretendia manter a traça original da igreja.
As obras iniciaram-se a 1 de Abril de 1964 com a recuperação da capela-mor e da sacristia que haviam sido danificadas e com a intenção de manter a arquitectura da igreja. Os partidários da ampliação resolveram então proceder à demolição clandestina das pilastras do interior da igreja, o que fizeram na noite de 12 para 13 de Janeiro de 1965. Apesar do processo judicial que se seguiu, o intento estava conseguido, e a igreja foi ampliada, embora, numa nota conciliatória, se tenha mantido a traça geral da fachada.
As obras, iniciadas em 1965, custaram 700 000$00, e o novo templo foi considerado como servindo as necessidades espirituais da sua população. Foi sagrada a 9 de Maio de 1971 pelo bispo diocesano D. Manuel Afonso de Carvalho.
No dia 11 de Setembro de 2016 foi inaugurada uma exposição permanente intitulada "Via Sacra Açores". Iniciativa do Conselho para os Assuntos Económicos da Igreja de São Bartolomeu de Regatos, que procurou reunir todas as Casas dos Açores Integrantes do Concelho Mundial das Casas dos Açores, numa exposição de pintura, com tema a Via Sacra. As catorze estações são da autoria de artistas das respectivas Casas dos Açores. (https://www.facebook.com/SBartolomeudeRegatos)

## Características
No altar-mor, consagrado ao Santíssimo, está a imagem de Nossa Senhora do Socorro, ladeada pela do orago da paróquia, o apóstolo São Bartolomeu, e pela de São Pedro. Do lado da Epístola, estão as imagens de São José e do Santo Cristo. Na banda do Evangelho estão as imagens do Sagrado Coração de Jesus e de Nossa Senhora do Rosário.
No tempo em que Sampaio a descreveu na sua citada Memória sobre a Ilha Terceira, esta igreja possuía no respectivo coro um pequeno órgão já deteriorado, o qual tinha pertencido à Igreja de São Pedro, de Angra do Heroísmo.
O sino principal da igreja, baptizado com o nome de Bartolomeu, foi adquirido em 1866, por 600$000 réis. Com 42 arrobas de peso, teve de ser novamente fundido em 1889, sendo sagrado nesse ano pelo bispo D. Francisco Maria do Prado de Lacerda em festa realizada no Sábado da Trindade.